# Campeonato Mundial Femenino de Ajedrez 1999
El 28º Campeonato mundial femenino de ajedrez se desarrolló entre octubre y noviembre de 1993 en las ciudades de Kazán y Shenyang. Esta edición enfrentó a la ex-campeona Xie Jun contra Alisa Galiámova, segundo lugar del Torneo de candidatas, debido a la renuncia a disputar el encuentro por parte de Zsuzsa Polgár, quien estaba en recuperación posparto. En esta edición, la ajedrecista china recuperó su título.

## Torneo de Candidatas
El Torneo de Candidatas se desarrolló en diciembre de 1997 en Groninga. Participaron las siete primeras del Interzonal de Chisináu de 1995 junto a Xie Jun, ex-campeona que había perdido el título ante Polgár, Maia Chiburdanidze y Pia Cramling, quienes habían quedado detrás de Polgár en el Torneo de candidatas anterior.
|    | Jugadora                  | Rating | 1  | 2  | 3  | 4  | 5  | 6  | 7  | 8  | 9  | 10 | Pts. |
| -- | ------------------------- | ------ | -- | -- | -- | -- | -- | -- | -- | -- | -- | -- | ---- |
| 1  | Alisa Galliamova          | 2445   | -  | ½  | 1  | 1½ | 2  | 1½ | 1½ | 1½ | 2  | 2  | 13½  |
| 2  | Xie Jun                   | 2495   | 1½ | -  | 1½ | ½  | ½  | 1½ | 2  | 1  | 2  | 2  | 12½  |
| 3  | Nana Ioseliani            | 2520   | 1  | ½  | -  | 1  | 1½ | 1½ | ½  | 1  | 2  | 2  | 11   |
| 4  | Maia Chiburdanidze        | 2525   | ½  | 1½ | 1  | -  | 1  | 1½ | ½  | 1  | 2  | 2  | 11   |
| 5  | Peng Zhaoqin              | 2400   | 0  | 1½ | ½  | 1  | -  | ½  | 1½ | 1  | 1½ | 1½ | 9    |
| 6  | Alisa Marić               | 2460   | ½  | ½  | ½  | ½  | 1½ | -  | 1  | 1½ | 1½ | 1½ | 9    |
| 7  | Ketevan Arakhamia-Grant   | 2430   | ½  | 0  | 1½ | 1½ | ½  | 1  | -  | 0  | 2  | 2  | 9    |
| 8  | Pia Cramling              | 2520   | ½  | 1  | 1  | 1  | 1  | ½  | 2  | -  | 0  | 1½ | 8½   |
| 9  | Nino Gurieli              | 2370   | 0  | 0  | 0  | 0  | ½  | ½  | 0  | 2  | -  | 2  | 5    |
| 10 | Ketino Kachiani-Gersinska | 2415   | 0  | 0  | 0  | 0  | ½  | ½  | 0  | ½  | 0  | -  | 1½   |

Tras 9 rondas, Galiámova debía enfrentar a Xie en Shenyang para decidir a la retadora del campeonato del mundo. Sin embargo, Galiámova se oponía a jugar la final en el país de Xie, por lo que a esta última se le declaró ganadora del torneo.

## Xie vs Galiámova
El Campeonato del mundo se disputó mediante un encuentro a 16 partidas donde la primera jugadora en obtener 8½ puntos sería consagrada campeona. Originalmente, Polgár enfrentaría  Xie en noviembre de 1998. Sin embargo, el encuentro fue pospuesto debido al pedido de Polgár que se hallaba embarazada. Más adelante, la jugadora húngara pidió a la FIDE una nueva postergación para recuperarse completamente y poder entrenar apropiadamente, sumado a su oposición a jugar la totalidad del campeonato en China. Ante esto, la FIDE declaró que Polgár había renunciado a su título, y declaró que el campeonato enfrentaría a Xie contra Galiámova en su lugar.
|                  | 1 | 2 | 3 | 4 | 5 | 6 | 7 | 8 | 9 | 10 | 11 | 12 | 13 | 14 | 15 | 16 | Total |
| ---------------- | - | - | - | - | - | - | - | - | - | -- | -- | -- | -- | -- | -- | -- | ----- |
| Alisa Galliamova | ½ | 0 | 1 | ½ | 0 | 1 | ½ | ½ | 0 | ½  | 0  | 1  | ½  | 0  | ½  |    | 6½    |
| Xie Jun          | ½ | 1 | 0 | ½ | 1 | 0 | ½ | ½ | 1 | ½  | 1  | 0  | ½  | 1  | ½  |    | 8½    |